# Fujiwara no Yasuhira
Fujiwara no Yasuhira (藤原泰衡, [[[1155]] - 1189] Erro: {{japonês}}: texto da transliteração contém caractere não latino (pos 19) (ajuda)) foi o quarto e último líder do Clã Ōshū Fujiwara (Fujiwara do Norte)  em Hiraizumi e  e Kokushi (governador)  das Províncias de Mutsu e de Dewa, ao norte da ilha de Honshu .

## Vida
Yasuhira foi o segundo filho de Fujiwara no Hidehira, sua mãe era uma das filhas de Fujiwara no Motonari (um descendente do Kanpaku Michitaka do Ramo Hokke). 
Hidehira esconde Minamoto no Yoshitsune em fuga por vários anos, e desta convivência formou-se uma grande amizade. 
Quando Hidehira morreu em 1187 deixa um testamento indicando Yoshitsune para ocupar o seu lugar de governador, em  detrimento a Yasuhira.  Contrariando a vontade de seu pai Yasuhira se recusa a ser deserdado, e permite que Minamoto no Yoritomo saiba onde está seu irmão Yoshitsune . Yasuhira ataca Yoshitsune na Batalha de Koromogawa, obrigando este a cometer Seppuku .
Mesmo entregando a cabeça de Yoshitsune.  Yasuhira é derrotado pelas forças de Yoritomo em 1189, mas consegue fugir para Hokkaidō, onde foi assassinado por Kawata Jiro, um de seus próprios homens  e posteriormente foi decapitado, um evento que marcou o fim dos Fujiwara Ōshū.
Um caixão que as lendas locais dizem que contém a cabeça de Fujiwara no Yasuhira está alojado dentro do Konjiki-dō em Chūson-ji, em Iwate .